# Seznam zaniklých synagog v Česku
Seznam zaniklých synagog v Česku:

## Praha
- Cikánova synagoga
- Egerova synagoga
- Nejstarší synagoga v Praze
- Nová synagoga v Praze-Josefově
- Nová židovská škola
- Popperova synagoga
- Stará Klausová synagoga
- Stará synagoga v Libni
- Stará škola
- Taussigova synagoga
- Velkodvorská synagoga
- Vinohradská synagoga

## Středočeský kraj
- Synagoga v Benešově
- Synagoga v Davli
- Synagoga v Dolních Kralovicích
- Synagoga v Hořelici
- Synagoga v Ješíně
- Synagoga v Klecanech
- Synagoga v Kostelci nad Černými lesy
- Synagoga v Kostelci nad Labem
- Synagoga v Kostelci u Křížků
- Synagoga v Kounicích
- Stará synagoga v Kutné Hoře
- Synagoga v Libodřicích
- Synagoga v Malešově
- Synagoga v Malíně
- Synagoga v Mělníku
- Synagoga v Mladé Boleslavi
- Synagoga v Mnichově Hradišti
- Synagoga v Neustupově
- Synagoga v Poděbradech
- Synagoga v Prčici
- Synagoga v Příbrami
- Synagoga v Ratajích nad Sázavou
- Synagoga v Rožďalovicích
- Synagoga ve Slabcích
- Synagoga v Tetíně
- Synagoga v Trhovém Štěpánově
- Synagoga v Úvalech
- Synagoga ve Velké Dobré
- Synagoga ve Vlašimi
- Synagoga ve Voticích
- Synagoga ve Zbraslavicích

## Jihočeský kraj
- Synagoga v Českých Budějovicích
- Synagoga v Hošticích
- Synagoga v Choustníku
- Synagoga v Jistebnici
- Synagoga v Kardašově Řečici
- Synagoga v Kolodějích nad Lužnicí
- Synagoga v Markvarci
- Synagoga v Miroticích
- Synagoga v Mladé Vožici
- Synagoga v Myslkovicích
- Synagoga v Neznašově
- Synagoga v Nosetíně
- Synagoga v Olšanech
- Synagoga v Oseku
- Synagoga v Písečném
- Synagoga v Přehořově
- Synagoga v Rožmberku nad Vltavou
- Synagoga ve Starém Městě pod Landštejnem
- Synagoga ve Strakonicích
- Synagoga v Táboře
- Synagoga ve Veselíčku
- Synagoga ve Vimperku

## Plzeňský kraj
- Nová synagoga v Sušici
- Nová synagoga ve Svojšíně
- Nová synagoga v Tachově
- Pomocná synagoga v Plzni
- Stará synagoga v Sušici
- Stará synagoga ve Svojšíně
- Stará synagoga v Tachově
- Synagoga v Dnešicích
- Synagoga v Domažlicích
- Synagoga v Dožici
- Synagoga v Dlouhé Vsi
- Synagoga v Horažďovicích
- Synagoga v Hřešihlavech
- Synagoga ve Chlístově
- Synagoga v Chodové Plané
- Synagoga ve Chrančovici
- Synagoga v Kolinci
- Synagoga v Kozolupech
- Synagoga v Krašovicích
- Synagoga v Mutěníně
- Synagoga v Nečtinách
- Synagoga v Novém Sedlišti
- Synagoga v Nýrsku
- Synagoga v Nýřanech
- Synagoga v Poběžovicích
- Synagoga v Pořejově
- Synagoga v Prašném Újezdě
- Synagoga v Prostiboři
- Synagoga v Přešticích
- Synagoga v Puclicích
- Synagoga ve Spáleném Poříčí
- Synagoga ve Stráži
- Synagoga ve Strážově
- Synagoga ve Štěnovicích
- Synagoga ve Švihově
- Synagoga v Terešově
- Synagoga v Tisové
- Synagoga ve Všerubech (okres Domažlice)
- Synagoga ve Všerubech (okres Plzeň-sever)

## Karlovarský kraj
- Synagoga v Arnoltově
- Synagoga v Budově
- Synagoga v Drmoulu
- Synagoga ve Františkových Lázních
- Synagoga v Hroznětíně
- Synagoga v Chebu
- Synagoga v Karlových Varech
- Synagoga v Kozlově
- Synagoga v Krásné Lípě
- Synagoga v Kynšperku nad Ohří
- Synagoga v Lázních Kynžvart
- Synagoga v Lukách
- Synagoga v Malé Šitboři
- Synagoga v Mariánských Lázních
- Synagoga v Poutnově
- Synagoga v Sokolově
- Synagoga ve Stružné
- Synagoga v Úbočí
- Synagoga v Útvině

## Ústecký kraj
- Synagoga v Horním Ročově
- Synagoga v Hořenci
- Synagoga v Hříškově
- Synagoga v Chomutově
- Synagoga v Kadani
- Synagoga v Libočanech
- Synagoga v Libochovicích
- Synagoga v Libyni
- Nová synagoga v Litoměřicích
- Synagoga v Lovosicích
- Synagoga v Lubenci
- Synagoga v Mašťově
- Synagoga v Mostě
- Synagoga v Podbořanském Rohozci
- Synagoga v Postoloprtech
- Synagoga v Radouni
- Stará synagoga v Teplicích
- Nová synagoga v Teplicích
- Synagoga v Teplicích-Sobědruzích
- Synagoga v Údlici
- Synagoga v Ústí nad Labem
- Synagoga v Želči

## Liberecký kraj
- Stará synagoga v Liberci
- Synagoga v České Lípě
- Synagoga v Jablonci nad Nisou

## Královéhradecký kraj
- Synagoga ve Dvoře Králové nad Labem
- Synagoga v Náchodě
- Synagoga v Rokytnici v Orlických horách
- Synagoga v Trutnově
- Synagoga ve Velké Bukovině

## Pardubický kraj
- Synagoga v Dašicích
- Synagoga v Hroubovicích
- Synagoga v Litomyšli
- Synagoga v Pardubicích
- Synagoga ve Svitavách
- Synagoga v Zájezdci

## Kraj Vysočina
- Malá synagoga ve Velkém Meziříčí
- Stará synagoga v Kamenici nad Lipou
- Synagoga v Brtnici
- Synagoga v Horní Cerekvi
- Synagoga v Hořepníku
- Synagoga v Jemnici
- Synagoga v Jihlavě
- Synagoga v Lukavci
- Synagoga v Moravských Budějovicích
- Synagoga v Pelhřimově
- Synagoga ve Světlé nad Sázavou

## Jihomoravský kraj
- Abelesova synagoga v Mikulově
- Bzenecká synagoga v Mikulově
- Dolní synagoga v Mikulově
- Guttmannova synagoga v Mikulově
- Chasidská synagoga v Mikulově
- Nová synagoga v Brně
- Polský templ v Brně
- Řeznická synagoga v Mikulově
- Synagoga v Bučovicích
- Synagoga v Bzenci
- Synagoga v Dambořicích
- Synagoga v Hodoníně
- Synagoga v Jiřicích u Miroslavi
- Synagoga v Kyjově
- Synagoga v Lednici
- Synagoga v Moravském Krumlově
- Synagoga v Podivíně
- Synagoga v Pohořelicích
- Synagoga v Šafově
- Synagoga ve Znojmě
- Ševcovská synagoga v Mikulově
- Velká synagoga v Brně
- Vídeňská synagoga v Mikulově
- Zimní synagoga v Mikulově

## Zlínský kraj
- Nová synagoga v Holešově
- Synagoga v Krásně nad Bečvou
- Synagogy v Kroměříži
- Synagoga v Uherském Brodu
- Synagoga v Uherském Ostrohu
- Synagoga ve Velkých Karlovicích
- Synagoga ve Vsetíně

## Olomoucký kraj
- Stará synagoga v Prostějově
- Synagoga v Olomouci
- Synagoga v Tovačově

## Moravskoslezský kraj
- Hlavní ostravská synagoga
- Malá ortodoxní synagoga v Ostravě
- Synagoga v Orlové
- Obecní synagoga v České Těšíně
- Ortodoxní synagoga v Orlové
- Ortodoxní synagoga v Ostravě
- Stará synagoga v Opavě
- Synagoga Machsike ha-Tora
- Synagoga ve Frýdku
- Synagoga v Hlučíně
- Synagoga v Hrušově
- Synagoga v Karviné-Dolech
- Synagoga v Karviné-Fryštátě
- Synagoga v Bohumíně
- Synagoga v Opavě
- Synagoga v Osoblaze
- Synagoga v Ostravě-Přívozu
- Synagoga v Třinci
- Synagoga ve Vítkovicích
- Synagoga v Zábřehu nad Odrou